# Iván István bolgár cár
Iván István (1308 után – 1373) bolgár cár 1330-tól 1331-ig.

## Élete
III. Mihály fiaként született és édesapja halála után szerb támogatással foglalta el a trónt. De nem bírta a bojárok támogatását, akik erre a törvényes uralkodót lemondatták, és unokatestvérét, Iván Sándort hívták meg a trónra. Iván István édesanyjával és testvérével Nišbe menekült. 1332-ben édesanyjával Dubrovnikba költözött. A későbbi életét illetően bizonytalanok az adatok. Egyesek szerint Dél-Oroszországba ment, majd Nápolyban feleségül vette Tarantói Fülöp törvénytelen leányát, Ágnest, de gyermekük nem született. 1342-ben talán Bizáncba is eljutott. Húsz évvel Siena börtönében találjuk és talán Nápolyban halt meg 1373-ban. Más változat Slobitsát jelöli meg halála színhelyéül ugyanabban az évben.

## Családja
Iván István a nápolyi Tarantói Fülöp Ágnes nevű házasságon kívül született leányát vette el, akitől valószínűleg nem született gyermeke.

## Lásd még
- Bolgár cárok családfája

| Előző uralkodó: III. Mihály | Bulgária cárja 1330 – 1331 | Következő uralkodó: Iván Sándor |